# Воронезька кондитерська фабрика
Воронезька кондитерська фабрика — кондитерське підприємство в Чорнозем'ї з виробництва кондитерських виробів, одне з найбільших в Росії.
З 2003 року входить до групи компаній «Об'єднані кондитери». Виробнича потужність кондитерської фабрики в становить до 100 тонн на добу.

## Історія

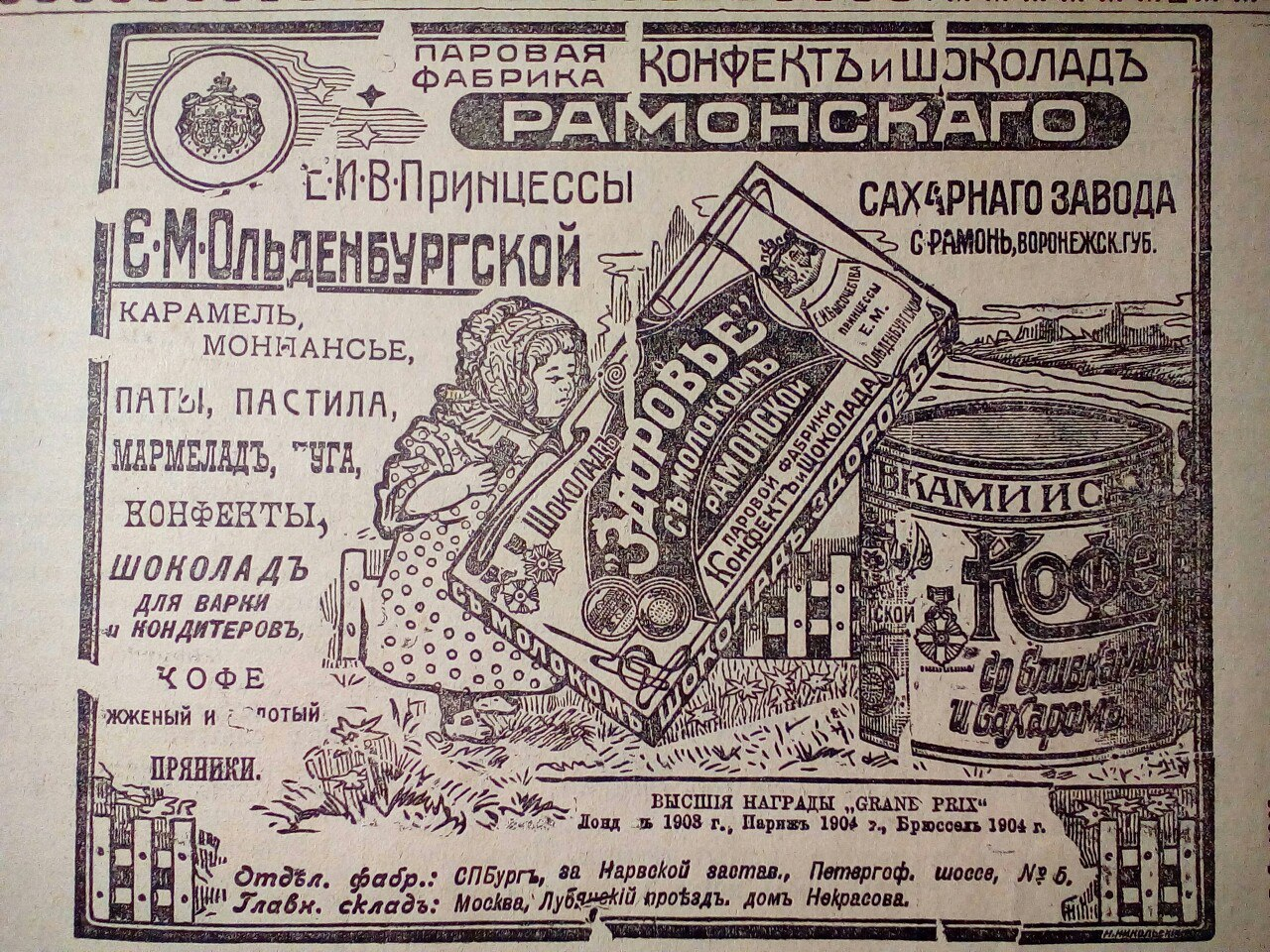
Реклама фабрики у Рамоні

В 1900 році принц Олександр Петрович Ольденбурзький зі своєю дружиною — принцесою Євгенією Максиміліанівною Ольденбурзькою, побудували в Рамоні (нині селище міського типу у Воронезькій області) фабрику, яку назвали «Парова фабрика цукерок і шоколаду». До цього, в 1878 році, Євгенія Максиміліанівна купила в Рамоні у дворянки Марії Миколаївни Вельямінової маєток, що включав понад 3000 десятин землі і бурякоцукровий завод.
Вже через кілька років на фабриці вироблялося до 400 найменувань цукерок і шоколаду. Головний склад фабрики знаходився в Москві в будинку Некрасова на Луб'янському проїзді. Підприємство стало відомо в Россі і за кордоном, отримувало медалі зарубіжних виставок: в 1903 році продукція Рамонської фабрики отримала вищу оцінку на виставці в Лондоні, а з 1904 року прикрашало свої етикетки медалями з Паризької і Брюссельської виставок.
Події 1905-1907 років в Росії привели в 1908 році до банкрутства кондитерської фабрики Ольденбурзьких: обладнання було вивезено до Воронежа, де міські купці і підприємці ще довгий час випускали цукерки і шоколад в упаковці Рамонськой фабрики. Після Жовтневої революції і Громадянської війни підприємство було націоналізовано і перетворено в 1925 році в нове на базі цукеркової фабрики «Рамонь». У 1934 році фабрика була реорганізована на іншій ділянці міста на базі цехів дріжджово-винокурного заводу І. Я. Берліна. Саме 1934 рік вважається офіційною датою заснування Воронезької кондитерської фабрики.